# Epizoanthus americanus
Epizoanthus americanus är en korallart som beskrevs av Addison Emery Verrill 1864. Epizoanthus americanus ingår i släktet Epizoanthus och familjen Epizoanthidae. Inga underarter finns listade i Catalogue of Life.